# El Sicario, Room 164
Pour plus de détails, voir Fiche technique et Distribution.
El Sicario, Room 164 est un documentaire franco-américain réalisé par Gianfranco Rosi, sorti en 2010.
Il est inspiré par l'article The Sicario, A Juárez hit man speaks publié par le journaliste Charles Bowden dans le Harper's Magazine de mai 2009.
Il est présenté dans la section Orizzonti à la Mostra de Venise 2010 où il remporte le Prix FIPRESCI.

## Synopsis
Un homme dans un motel, entièrement vêtu de noir, avec un châle noir sur sa tête et masquant ainsi entièrement son visage, parle à la caméra. Il s'assoit sur un fauteuil qui est recouvert d'un drap blanc (pour éviter de laisser une quelconque trace) et continue à parler. Il raconte des choses qu'il a dit avoir faites et organisées, et ce, tout en dessinant des schémas ou écrivant des mots dans un livre aux pages blanches, pour mieux faire comprendre ses propos. Cela semble aussi faciliter sa parole. Lorsqu'il se lève, c'est pour mieux expliquer, dans l'espace, les actions qu'ils décrit. 
Plus le film avance, plus l'on rentre dans les détails des violences et crimes qu'il a perpétré quand il était encore un Sicario (tueur à gages  opérant pour les cartels d'Amérique latine). Il explique aussi comment et pourquoi il a réussi a ne plus en être un.
Le film se passe uniquement dans cette chambre d’hôtel, il y a certains plan extérieur mais rien n'indique que ce serait le même hôtel, au contraire, cela laisse à croire que les extérieurs présentés seraient les lieux des crimes décrits.

## Fiche technique
- Titre français : El Sicario, Room 164
- Réalisation : Gianfranco Rosi
- Production : Robofilms, Les Films d'Ici en association avec ARTE FRANCE - la lucarne
- Scénario : Gianfranco Rosi d'après l'article de Charles Bowden
- Pays d'origine :  France- États-Unis
- Format : couleur - 35 mm
- Genre : documentaire
- Durée : 80 minutes
- Date de sortie :
  - 5 septembre 2010 :  Italie (Mostra de Venise 2010 - section Orizzonti)

## Distinctions
- 2010 : Prix FIPRESCI de la Mostra de Venise.